# 吉川霊華

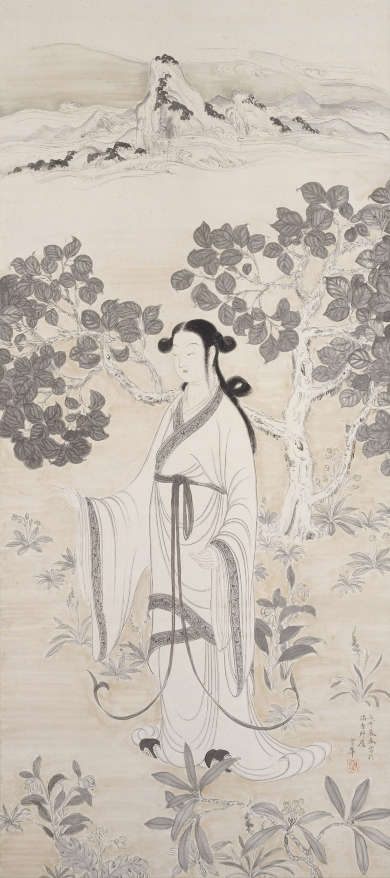
藐姑射之処子（はこやのしょし）
紙本彩色 大正7年（1918年）第3回金鈴社展（東京国立近代美術館所蔵）

吉川 霊華（きっかわ れいか、明治8年（1875年）5月4日 - 昭和4年（1929年）3月25日）は、明治大正時代の日本画家。本名準（ひとし）、通称三郎。
大和絵を基本にしつつ広く東洋の古典芸術に学び、線描、特に流れるような美しい細線を生かした清雅な絵画表現で、「描く」から「塗る」へ重心が移っていく近代日本画壇に独自の存在感を示した。

## 略歴

### 生い立ちから10代 ─個の形成期
東京府湯島に佐藤一斎晩年の門人で、昌平坂学問所の助教や、御書院番兼御納戸を勤めた儒者・吉川辰夫（忠苞、号・澹斎）の三男として生まれる。家は吉川元春の末流で、七代前に江戸幕府に召されて御家人になったとされ、霊華の祖父・大江忠尚は勘定組頭まで出世して旗本になっている。父は維新後、一時深川八幡社の神官を務めた後、「橘香塾」という私塾を開き、子弟を教育していた。
幼少より、詩文、画作に優れ神童と言われた。小学校を4年で辞め、漢学は父から仕込まれたものの、以後学校に通うことはなかった。かわりに、教養豊かな家庭環境や、父の蔵書を手当たり次第に読む程の読書好きと相まって独学的な傾向を育む。後にも小遣いや画料も残らず本代にかわったという。明治16年（1883年）8歳の時、近所の遊び友達の父・楊洲周延に浮世絵の手解きを受け、「延景」の画号を受ける。明治22年（1889年）画の修行のかたわら書家中根半嶺に書を修め、「半谷」の号を受ける。翌年、父の知人で狩野晏信の子、狩野良信から狩野派を習う。一時橋本雅邦や、次兄に連れられ洋画家の小山正太郎にも師事するが、いずれも長続きしなかった。明治27年（1894年）頃、小石川白山下の南隠禅師に参禅、一説に霊華と号したのはこの頃だという。

### 20代 ─松原佐久、そして冷泉為恭との出会い
明治28-29年（1895-96年）から、裁判官を務め住吉派の画人でもあった松原佐久（すけひさ）に有職故実を学ぶ。松原を通じて幕末の復古大和絵師・冷泉為恭に出会って以後深く私淑し、彼らから決定的ともいえる影響を受ける。松原は、冷泉為恭の作品を見れば必ずこれを模写する人物で、霊華はこの模写を熱心に学ぶ。松原の紹介で、当時大和絵の大家として知られていた山名貫義に入門、日本画家の小堀鞆音や有職故実家の関保之助、古画古筆の復元模写で知られる田中親美、官僚でやまと絵も描いた谷森真男らと交際する。彼らから高い評価を勝ち取り、彼らが各所で霊華を紹介したため、一部の有識者の間に霊華の名が知られるようになっていく。
明治33年（1900年）大和絵系の日本画家大坪正義や高取稚成ら組織した国風画会、明治35年（1902年）歴史風俗画会、翌年烏合会に参加、これらの研究会ではモデルに有職故実に則った衣装を身につけさせた写生会を開いており、霊華はこれを熱心にスケッチしている。若いころを中心とした霊華のスケッチ帳が諸家に分蔵されており、京都国立博物館には霊華が描いた古絵巻の模写が百数十巻所蔵されているという。こうした研究三昧によって、30歳近くなるころにはすでに一家を成すだけの修養を積んでいたが、霊華には画名を求める気はなく、家に資産があったため生活のために絵を描く必要がなかった為、ひたすら好きな絵や学問研究に没頭した。反面、学問が深くなったあまりにその束縛が強くなり、却って筆を振るえなかったという指摘もある。

### 30代 ─画家としての自立
明治39年（1906年）松原佐久が養子の赴任地豊橋に移住する際、冷泉為恭の粉本を譲り受けた。翌年、国画玉成会の評議員に選出される。明治44年（1911年）第5回文展に「菩提達磨」（関東大震災で焼失）を初出品して褒状を受ける。一部にこの作品を高く評価する声もあったが、以後「離騒」までの15年間官展には出品しなかった。その理由については、大正4年（1915年）に掲載された「文展の日本画」で想像することが出来る。ここで霊華は、文展は芸術上の多くの主義主張を極めて自由放任的に包容する使命をもっているべきであるのに、それが正当に行われておらず、実際には審査員の趣向に適った一部の常連や、「文展式」なる絵画様式ができている。文展は入場者が多く、新聞にも連日取り上げられ盛況を呈してはいるが、投機心のある画家はこの機会を利用し、自己の広告場に応用する。結果、衆愚を幻惑せんがために「展覧会画」なる俗悪な作物が出来上がる。こうした作品が、世間の評判を取り賞でも取ると、翌年にはこれの模倣作が大量に出て、文展は益々俗臭芬々となる。世間の受けは更に良くなるが、良心ある作家は余計遠ざかる、などと無所属・無党派の立場から激しく批判し、授賞の廃止や審査員の交代を主張した。こうした文展の状況と、自己の芸術的理想との乖離が、官展へ出品しなかった要因だと思われる。
私生活では、大正2年（1913年）当時親しくしていた南画家・松林桂月の紹介で、その妻・松林雪貞の遠縁の女性と結婚。ここでも霊華は持ち前の気の長さを発揮し、周囲をやきもきさせている。翌年、父が亡くなるが、その遺産で書籍や美術品を収集し、更に研究を深めていった。

### 40代 ─金鈴社の時代
該博な知識を買われ、大正4年（1915年）から田口掬汀が発刊した美術雑誌『中央美術』の編集同人となり、以後同誌をはじめ他の美術雑誌に健筆を振るう。更に、大正5年（1916年）田口の呼びかけにより、結城素明、平福百穂、鏑木清方、松岡映丘と霊華自身の合わせて5人で金鈴社を結成する。霊華は「この四君はジッと落ち着いて研究の出来る人だ、私もその一人に加えて貰うことは誉れである」として参加を決めたという。「金鈴」の名は霊華の命名により、特に出典はなく、金の鈴そのものの形や音が何となく良い感じを与え、同人の性質や芸術にも合っているからだと、後に田口は推測している。
金鈴社は7年弱という短い団体だったが、その活動でそれまで一般には殆ど無名だった霊華の名声は世に広まっていく。寡作の霊華としては珍しく毎回出品しているが、遅刻の常習者で、画題は提出しても実際の制作は間に合わなかったり、絵が出来上がるのは展覧会最終日の2日前ということも珍しくなかった。それでも、金鈴社の他の会員が他でも作品を発表しているのに対し、霊華の作品はここでしか観られないため、連日入場料を払ってでも霊華の作品が出品されていないか確認しに訪れるファンもおり、出品作はすぐに買い手がついたという。一方で、為恭顕彰にも努め、美術雑誌にしばしば為恭の画業の意義に触れ、大正11年（1922年）5月には日本橋倶楽部で籾山半三郎や谷森真男らと「岡田為恭追弔展観」を開催し、7月に籾山が施主となり、有志らと為恭六十年忌法要を寛永寺で行った。

### 48歳から死去まで ─霊華芸術の完成
金鈴社は大正11年（1922年）に解散するが、熱心なファンを得たことで画の依頼が増え、新たな支援者も獲得していった。大正8年（1919年）には、官展への出品経験が殆どないにもかかわらず、官展に無監査で出品できる「推薦」資格が与えられ、金鈴社解散後すぐに審査員に任命され、翌年展覧会委員に就任している。推薦の資格を得たことで、正倉院拝観の資格を得たため、以後毎年欠かさず秋の曝涼へ通い、通常一日しか拝観できないのを特別に二日見せてもらい、一層の古典研究に励む。
画も円熟を迎え、細い線をリズミカルに、かつ自在に引き分けることで、高雅にして清冽な美を生み出した。霊華の線は、始筆と終筆がはっきりとし、スピードを持って引かれることで、独特の強さとムーヴメントを生んでいる。霊華はこれを「春蚕吐絲描（しゅうさんとしびょう）」と名付け、その修練を怠らなかった。霊華は筆選ぶ画家のなかでも特に筆を選び、硯海堂の得應軒という名人が作った筆を20本位買っても、その中から1,2本くらしか使わなかったという。そうした中で15年ぶりの官展出品作として大正15年（1916年）第七回帝展で発表した「離騒」は、画壇に衝撃をもって迎えられた霊華畢竟の大作である。反面、霊華は常に「自分は画描きではない」「画家と言われるのが一番つらい」と漏らしており、自宅の看板には画塾ではなく、「書法教授」の看板を掲げていたという。
昭和4年（1929年）腸チフスにより急逝。死の床では高熱に浮かされながら、「中宮寺の観音様が御手を胸にかけておられるので、重いからおろして欲しい」「いま中宮寺の菩薩の掌に乗った」などと、うわ言を呟いていたという。戒名は逢原院殿瑞香霊華大居士。菩提寺は台東区の津梁院。亡くなって古本屋にその蔵書を引き取ってもらう際には、トラック3台分にもなったという逸話が残る。
弟子に、塚本霊山、山田紫紅、岡田華郷、森田菁華らがいる。

## 霊華の書
幼少の頃から習っていた書にも霊華独特の味わいがあり、しばしば画中に流麗な仮名書で和歌や物語の一節を添えている。書は、初め半嶺から当時流行していた中国の六朝時代や初唐の楷書や、明清の書法を学び、ついで上代様などを広く学んでいる。霊華自身は、『元永本古今集』『筋切』『通切』は、文学史上貴重な遺品なのは言うまでもないことで骨董好きは珍重するが、「二流の書」で自分は取らず、伝小野道風の「新楽譜七徳舞」の木版本を愛好していたという。他にも「香紙切」や、「亀山切」の影響が指摘されている。明治以降、西洋近代の芸術観が日本に入ってきた影響で、それまで「書画」と呼ばれ一体だった書と画は次第に切り離される傾向にあったが、霊華は自分の好みに従い、こうした流れとは無縁であった。

## 代表作

### 神龍図

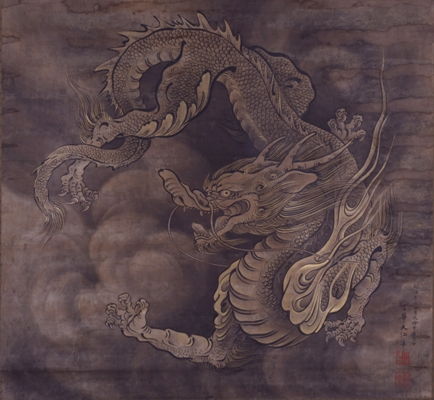
神龍

京都・方広寺 蔵、紙本墨画金彩、明治44年（1911年）。縦455cm横425cmにも及ぶ、霊華が描いた初の大作。霊華は当時まだ無名だったが、門人の塚本霊山の紹介で揮毫を依頼されたと伝えられる。本来は方広寺大黒天内陣の天井画として描かれたが、鼠害などによって絵が失われるのを惜しんだ住職によって、現在のように軸装された。方広寺は昭和48年（1973年）に落雷による火災に見舞われているが、その際「神龍図」も被害を受け、修復されてはいるものの、絵の外周部には焼け跡や消火水を被った跡が見られる。
霊華は方広寺が豊臣秀吉所縁の寺で、伝統ある京都に自分の作品が残ることを喜び、足掛け三年にもわたる準備期間を経て制作に臨んだ。霊華によると、龍の書き方には時代によって大きく異なっているという。特に中国・唐以前と、宋元以後では差が大きく、日本の龍もこれに従って2系統あると語る。室町時代以降は後者に倣い、江戸時代にはそれが非常に俗化し、龍本来の「荘厳神秘の趣」が堕落してしまった。一方前者の系統を調べると、鎌倉時代には絶えている。例えば、正倉院の唐櫃や鏡の模様、興福寺の『華原磬』、『平家納経』筥の文、『華厳宗祖師絵伝』、『鳥獣戯画』などで、これらの龍は、龍の本来の「幽玄神逸」「護法の精神」をよく表している、として霊華は高く評価した。実際、神竜図における龍の口上部が平たく伸びた表現は、これらを典拠にしていると考えられる。霊華は神竜図完成間際に、新聞記者で美術評論家でもあった関如来宛の手紙で以上のようなことを述べた上で、「龍という神秘荘厳の観念が、人間の頭脳に初めて閃いた原始の時代に、少しでも近づけたつもりである」と語っている。

### 離騒
| 左幅 |  | 右幅 |
| 左幅 |  | 右幅 |

東京国立近代美術館蔵、双幅、各93.6x136.4cm、大正15年（1925年）第7回帝展。題名の「離騒」とは中国戦国時代の楚の政治家で詩人・屈原の代表作『楚辞』にある長編詩で、本作は長い間そこから着想を得ているとされてきた。しかし、絵の解釈、特に右幅の龍に乗る女性については説が分かれる。美術史家の藤懸静也は、これを伏羲の娘で洛水 に溺れ後に河神となった虙妃とするが、詩の後半に登場し屈原に世界を回り君主を探すよう告げる巫女（巫咸）とする説もある。
美術史家の島尾新は、『楚辞』の「離騒」「九歌」は、北宋時代に白描を復活させた李公麟、元の張渥、明の陳洪綬ら多くの画家に書き継がれてきた「白描の本流」と言い得る画題であり、これを強く意識した霊華はその中から湘君を選んだと推測している。田中伝はこの島尾の意見を進めて、作中のモチーフと対照させながら、「九歌」の第三編「湘君」第四編「湘夫人」の詩句を忠実に絵画化し、加えて中国絵画で伝統的に描き継がれてきた「九歌図」を図像的な典拠だと指摘する。そして、この「離騒」で描き出されているのは、今当に降臨しようとする湘夫人（右幅）と、その姿を見ることが出来ない屈原（左幅）だと考えられる。霊華が「離騒」と名づけた理由は、当時「離騒」は「屈原の詩全般」を指すという理解が一定度あったため、霊華も「九歌」も屈原の詩であるから作品に「離騒」と名付けた。しかし、一方で「離騒」=「屈原の詩全般」という語意は、却って詩題の混乱を招くとして『楚辞』関連書籍から削除される傾向にあり、藤懸らも『楚辞』の離騒のことだと誤解したと考えられる。
後年、霊華夫人の回想によると、「離騒」の製作期間は一週間ほどだった。普段は訪問者があると長く歓談をするのが常の霊華も、この時ばかりは夫人が玄関で断り、五日間ほとんど寝ずに記憶にある小下絵だけで一気に描き上げた。線は肘や手だけでなく体全体で引き、長い線を引いた時は汗びっしょりで、一筆ごとに夫人が汗を拭い、完成した時には霊華の端正な顔はすっかりやつれ、病人のようだっという。
「離騒」は第七回帝展に出品され、同展の日本画の中で最も好評だったという。霊華が以前「展覧会画」と避難した傾向は、初期文展の時ほどではないにしろ継続している中、このような白描淡彩の大作は衆目を驚かせ、専門家を唸らせた。先述の藤懸は、この絵を「超帝展的作物」「明治大正年間の諸展覧会に表れた傑作中屈指のもの」と絶賛し、一線一線渾身の力が注ぎ込まれており、その線の歌うかのような音律的躍動によって、「離騒」の詩がもつ興趣が直接絵として表現されている、と評した。帝国美術院賞の候補にも挙げられたが、霊華が審査員だったため見送られており、藤懸はこれを残念がっている。

### その他の作品

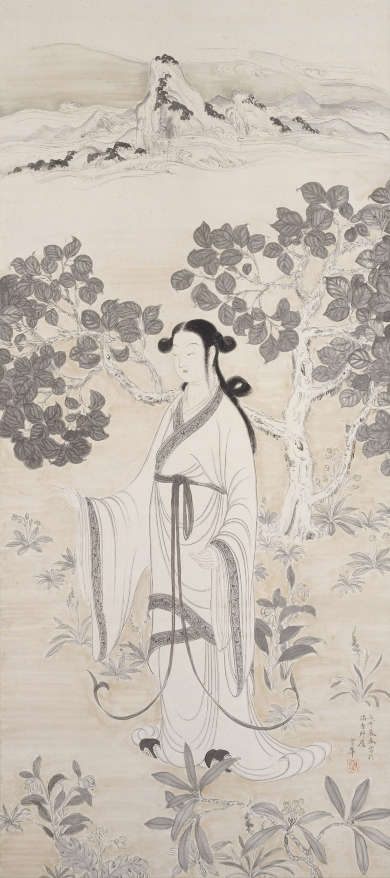
藐姑射之処子 東京国立近代美術館 紙本彩色 大正7 (1918) 第3回金鈴社展
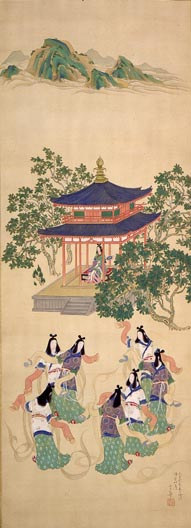
羽衣翻飜 東京国立近代美術館 絹本淡彩 大正12 (1923)
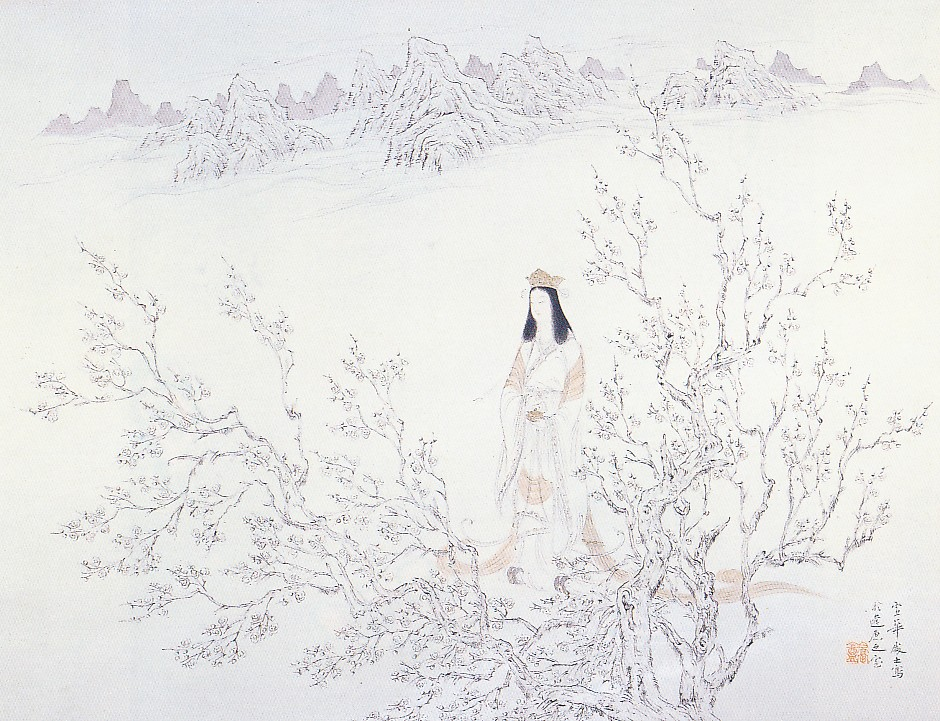
羅浮僊女 埼玉県立近代美術館 紙本淡彩 昭和3 (1928)

| 作品名           | 技法     | 形状・員数             | 寸法（縦x横cm）                   | 所有者                         | 年代                  | 落款・落款 | 備考                                                                           |
| ---------------- | -------- | ---------------------- | --------------------------------- | ------------------------------ | --------------------- | ---------- | ------------------------------------------------------------------------------ |
| 逍遥             | 絹本彩色 | 1幅                    |                                   | 新潟県立万代島美術館           | 1904年（明治37年）    |            | 第九回烏合会                                                                   |
| 稚児文殊菩薩     | 絹本著色 | 1幅                    |                                   | 京都・方広寺                   | 1911年（明治44年）    |            |                                                                                |
| 一休和尚行状絵巻 | 絹本著色 | 2巻                    | 上巻：42.0x907.7 下巻：42.0x911.0 |                                | 明治末期              |            |                                                                                |
| 孔雀秋草         | 紙本著色 | 六曲一双               | 174.0x574.8（各）                 | 講談社野間記念館               | 1914年（大正3年）     |            | 霊華作品の中で最も大きく、また六曲一双の作品は現在この作品のみ確認されている。 |
| 四季倭絵銭形屏風 | 絹本著色 | 六曲一双の内左隻三扇分 |                                   | 御物                           | 1916年（大正5年）     |            | 高取稚取・前田氏実・小堀鞆音と合作                                             |
| 太上老君         | 紙本墨画 | 1幅                    | 166.6x75.8                        | 北海道立近代美術館             | 1917年（大正6年）     |            |                                                                                |
| 観自在菩薩       | 絹本著色 | 1幅                    | 139.0x51.10                       | 個人                           | 1918年（大正7年）     |            |                                                                                |
| 寿星             | 絹本著色 | 双幅                   | 140.0x50.8（各）                  | 松岡美術館                     | 1919年（大正8年）正月 |            |                                                                                |
| 伝教大師像       | 絹本著色 | 1幅                    |                                   | 延暦寺                         | 1921年（大正10年）    |            |                                                                                |
| 浄名居士         | 紺絹金泥 | 1幅                    | 139.5x50.9                        | 講談社野間記念館               | 1923年（大正12年）    |            | 大隈公記念展                                                                   |
| 清宵             | 絹本著色 | 1幅                    | 126.1x35.7                        | 木原文庫                       | 1924年（大正13年）    |            |                                                                                |
| 不盡神霊         | 淡彩     | 1幅                    |                                   | 法人（高崎市タワー美術館寄託） | 1927年（昭和2年）     |            |                                                                                |
| 白衣大士         | 紙本淡彩 | 1幅                    | 129.3x29.3                        | 東京芸術大学大学美術館         | 1929年（昭和4年）     |            | 絶筆                                                                           |

- 藐姑射之処子
東京国立近代美術館 紙本彩色 大正7 (1918) 第3回金鈴社展
- 羽衣翻飜
東京国立近代美術館 絹本淡彩 大正12 (1923)
- 羅浮僊女
埼玉県立近代美術館 紙本淡彩 昭和3 (1928)